# Marlen Esparza
Marlen Esparza (* 29. Juli 1989 in Houston, Texas) ist eine US-amerikanische Boxerin. Sie gewann bei den Olympischen Sommerspielen 2012 in London eine Bronzemedaille und wurde 2014 Weltmeisterin, jeweils in der Gewichtsklasse bis 51 kg Körpergewicht.

## Werdegang
Marlen Esparza sieht sich als Latina. Sie besuchte die Pasadena High School und kam durch ihren Vater, einen begeisterten Boxsport-Fan, der sie schon als Kind immer zu Boxveranstaltungen mitnahm, im Jahre 2002 zu diesem Sport. Sie ist Mitglied des Boxclubs Elite-Boxing Houston. Trainiert wird sie von Rudy Silva. Sie wurde in ihrer Heimatstadt auch schon zum „Latina Girl“ gewählt. Außerdem verdient sie ihre Brötchen als Covergirl und in der Werbebranche.
Erste große Erfolge erzielte sie im Jahre 2006. Sie wurde mit 17 Jahren US-amerikanische Meisterin in der Gewichtsklasse bis 48 kg und gewann im selben Jahr in Neu-Delhi in der gleichen Gewichtsklasse eine Bronzemedaille bei den Weltmeisterschaften der Frauen. Dabei kam sie zu Siegen über Gulseda Basibutun, Türkei und Jenny Hardings, Schweden, während sie im Halbfinale gegen die Nordkoreanerin Ri Jong Hyang verlor.
2007 wiederholte sie ihren Sieg bei den US-amerikanischen Meisterschaften und erreichte bei den Panamerikanischen Meisterschaften in Durán/Ekuador in der Gewichtsklasse bis 48 kg mit einem Sieg über Jacqui Park aus Kanada das Finale, in dem sie allerdings gegen Jessica Bopp aus Argentinien klar nach Punkten (4:19) verlor.
2008 wurde sie zum dritten Mal US-amerikanische Meisterin und in Port of Spain/Trinidad & Tobago auch erstmals Panamerikanische Meisterin. Im Finale bezwang sie dabei Daniele Souza aus Brasilien klar nach Punkten (14:2). Sie startete in diesem Jahr auch bei den Weltmeisterschaften in Ningbo/China, unterlag dort aber im Achtelfinale gegen Jenny Hardings, womit sie ausschied und auf dem 9. Platz landete.
Nach dem Gewinn ihres vierten US-amerikanischen Meistertitels 2009 startete sie wieder bei den Panamerikanischen Meisterschaften, die in diesem Jahr in Guayaquil/Ekuador stattfand. Sie verlor dort gegen Thais Silva aus Brasilien nach Punkten (11:19), kam aber trotzdem auf einen 3. Platz. Den US-amerikanischen Meistertitel Nr. 5 – und zwar erstmals in der Gewichtsklasse bis 51 kg – gewann Marlen Esparza im Jahre 2010 mit einem Punktsieg über Tyrieska Douglas, die gegenwärtig ihre härteste Konkurrentin ist. In diesem Jahr nahm sie in Bridgetown/Barbados auch wieder an den Weltmeisterschaften teil. Sie siegte dort über Martina Arias Saenz aus Costa Rica und über Kim Hyung-ok aus Nordkorea (12:7) nach Punkten und unterlag im Achtelfinale knapp gegen Peamwilai Laopeam aus Thailand (3:5), womit sie wieder nur den 9. Platz erreichte.
Im Finale der US-amerikanischen Meisterschaften 2011 bezwang Marlen Esparza wieder Tyrieska Douglas. An internationalen Meisterschaften nahm sie in diesem Jahr nicht teil, sie bestritt aber vier Länderkämpfe, in denen sie Mariana Caballero und Silvia Torres aus Mexiko besiegte, gegen Anna Rogovich aus der Ukraine unentschieden boxte und gegen Tatjana Kob aus der Ukraine verlor.
2012 siegte sie bei der US-amerikanischen Olympiaausscheidung in Spokane. Sie besiegte dabei Cynthia Moreno, Alex Love, Christina Cruz und Tyrieska Douglas. In Cornwall/Kanada wurde sie auch wieder Panamerikanische Meisterin, wobei sie Paola Benavides, Argentinien (21:10), Mandy Bujold, Kanada (16:14) und Erica Matos, Brasilien (16:10) jeweils nach Punkten besiegte. Kurz darauf war sie auch bei den Boxweltmeisterschaften der Frauen in Qinhuangdao/China am Start. Sie bewies dort eine gute Form und kam zu Siegen über Paola Benavides (20:10) und Thi Duyen Luu aus Vietnam (28:13). Im Viertelfinale musste sie sich aber der zweifachen chinesischen Weltmeisterin Ren Cancan nach Punkten (8:16) geschlagen geben und kam auf den 5. Platz. Bei den Olympischen Spielen dieses Jahres in London reichte ihr nach einem Freilos in der ersten Runde ein Punktsieg über Karla Magliocco aus Venezuela (24:16) zum Gewinn der olympischen Bronzemedaille. Einen noch größeren Erfolg verhinderte im Halbfinale wieder Ren Cancan, die Marlen Esparza knapp nach Punkten (8:6) schlug.
2013 wurde Marlen Esparza in Puerto la Cruz/Venezuela nach einem Punktsieg im Finale über Cleila Costa, Brasilien, erneut Panamerikanische Meisterin in der Gewichtsklasse bis 51 kg Körpergewicht.
Im April 2014 verlor Marlen Esparza beim 31. Feliks-Stamm-Memorial in Warschau überraschend im Viertelfinale gegen Sandra Drabik aus Polen nach Punkten. Ansonsten setzte sie auch 2014 ihre Erfolgsserie fort. Im September dieses Jahres holte sie sich in Guadalajara/Mexiko zum vierten Mal den Titel einer Panamerikanischen Meisterin, wobei sie im Finale erneut Claila Costa nach Punkten bezwang. Im November 2014 wurde sie dann in Jeju/Südkorea in der Gewichtsklasse bis 51 kg erstmals Weltmeisterin. Auf dem Weg zu diesem Erfolg landete sie Punktsiege über Mjagmardulamyn Nandintsetseg, Mongolei (2:0), Merjen Ishangulijewa, Kasachstan (3:0), Elif Nur Coskun, Türkei (2:0), Cleila Costa (3:0) und Lisa Whiteside, England (2:1 RS).

## Internationale Erfolge
| Jahr | Platz  | Wettbewerb                                                          | Gewichtsklasse | Ergebnisse |
| 2006 | 3.     | WM in Neu-Delhi                                                     | bis 48 kg      | nach einem Punktsieg über Gulseda Basibutun, Türkei (24:23), einem RSC-Sieg in der 2. Runde über Jenny Hardings, Schweden und einer RSC-Niederlage in der 1. Runde gegen Ri Jong Hyang, Nordkorea |
| 2007 | 2.     | Panamerikanische Meisterschaften in Durán/Ekuador                   | bis 48 kg      | nach einem Punktsieg über Jacqui Park, Kanada (18:9) und einer Punktniederlage gegen Jessica Bopp, Argentinien (4:19)                                                                             |
| 2008 | 1.     | Panamerikanische Meisterschaften in Port of Spain/Trinidad & Tobago | bis 48 kg      | nach einem Punktsieg im Finale über Daniela Souza, Brasilien (14:2) |
| 2008 | 9.     | WM in Ningbo/China                                                  | bis 48 kg      | nach einer Punktniederlage im Achtelfinale gegen Jenny Hardings (2:10) |
| 2009 | 3.     | Panamerikanische Meisterschaften in Guayaquil/Ekuador               | bis 48 kg      | nach einer Punktniederlage gegen Thais Silva, Brasilien (11:19) |
| 2010 | 9.     | WM in Bridgetown/Barbados                                           | bis 51 kg      | nach Punktsiegen über Martina Arias Saenz, Costa Rica und Kim Hyung Ok, Nordkorea (12:7) und einer Punktniederlage gegen Peamwilai Laopeam, Thailand (3:5)                                        |
| 2012 | 1.     | Panamerikanische Meisterschaften in Cornwall/Kanada                 | bis 51 kg      | nach Punktsiegen über Paola Benavides, Argentinien (21:10), Mandy Bujold, Kanada (16:14) und Erica Matos, Brasilien (16:10)                                                                       |
| 2012 | 5.     | WM in Qinhuangdao/China                                             | bis 51 kg      | nach Punktsiegen über Paola Benavides (20:10) und Thi Duyen Luu, Vietnam (28:13) und einer Punktniederlage gegen Ren Cancan, China (8:16)                                                         |
| 2012 | Bronze | OS in London                                                        | bis 51 kg      | nach einem Punktsieg über Karla Magliocco, Venezuela (24:16) und einer Punktniederlage gegen Ren Cancan (8:10)                                                                                    |
| 2013 | 1.     | Panamerikanische Meisterschaften in Puerto la Cruz/Venezuela        | bis 51 kg      | nach Punktsiegen über Ingrid Valencia, Kolumbien (19:14), Mandy Bujold, Kanada (20:16) und Cleila Costa, Brasilien (20:11)                                                                        |
| 2014 | 5.     | 31. Feliks-Stamm-Memorial in Warschau                               | bis 51 kg      | nach einem Punktsieg über Ceire Smith, Irland und einer Punktniederlage gegen Sandra Drabik, Polen (1:2)                                                                                          |
| 2014 | 1.     | Panamerikanisches Sport-Festival in Mexiko-Stadt                    | bis 51 kg      | nach Punktsiegen über Cleila Costa (3:0) und Sulem Urbina, Mexiko (3:0) |
| 2014 | 1.     | Panamerikanische Meisterschaften in Guadalajara/Mexiko              | bis 51 kg      | nach Punktsiegen über Sulem Urbina (3:0) und Cleila Costa (3:0) |
| 2014 | 1.     | WM in Jeju/Südkorea                                                 | bis 51 kg      | nach Punktsiegen über Mjagmardulamyn Nandintsetseg, Mongolei (2:0), Merjen Ishangulijewa, Kasachstan (3:0) Elif Nur Coskun, Türkei (2:0), Cleila Costa (3:0) und Lisa Whiteside, England (2:1)    |

## Länderkämpfe
| Jahr | Ort              | Begegnung         | Gewichtsklasse | Ergebnis                                |
| 2011 | Harvey           | USA gegen Mexiko  | bis 51 kg      | Punktsieg über Mariana Caballero (29:9) |
| 2011 | Harvey           | USA gegen Mexiko  | bis 51 kg      | Punktsieg über Silvia Torres (16:12)    |
| 2011 | Tschernizki      | Ukraine gegen USA | bis 51 kg      | Punktniederlage gegen Tatjana Kob       |
| 2011 | Iwano-Frankowsk  | Ukraine gegen USA | bis 51 kg      | unentschieden gegen Anna Rogovich       |
| 2014 | Colorado Springs | USA gegen Kanada  | bis 51 kg      | Punktsieg über Taveena Kum              |
| 2014 | Montreal         | Kanada gegen USA  | bis 51 kg      | Punktsieg über Amanda Galle (3:0)       |

## USA-Meisterschaften
| Jahr | Platz | Gewichtsklasse | Ergebnisse                                                        |
| 2006 | 1.    | bis 48 kg      | nach Punktsieg im Finale über Michelle Turner (18:12)             |
| 2007 | 1.    | bis 48 kg      | nach Punktsieg im Finale über Melissa McMurrow (23:22)            |
| 2008 | 1.    | bis 48 kg      | nach Punktsieg im Finale über Melissa McMurrow (26:7)             |
| 2009 | 1.    | bis 48 kg      | nach Punktsieg im Finale über Marina Ramirez (21:1)               |
| 2010 | 1.    | bis 51 kg      | nach Punktsieg im Finale über Tyrieska Douglas (15:7)             |
| 2011 | 1.    | bis 51 kg      | nach Punktsieg im Finale über Tyrieska Douglas (27:16)            |
| 2013 | 1.    | bis 51 kg      | nach Punktsieg im Finale über Virginia Fuchs (2:1 Richterstimmen) |
| 2014 | 1.    | bis 51 kg      | nach Punktsieg im Finale über Virginia Fuchs                      |

Erläuterungen
- OS = Olympische Spiele, WM = Weltmeisterschaften
- RSC = „Referee Stops Contest“
- RS = Richterstimmen (2013 wurden von der AIBA die umstrittenen „Punktmaschinen“ abgeschafft, die Urteile fällen seither wieder Kampfrichter)